# Program Viking

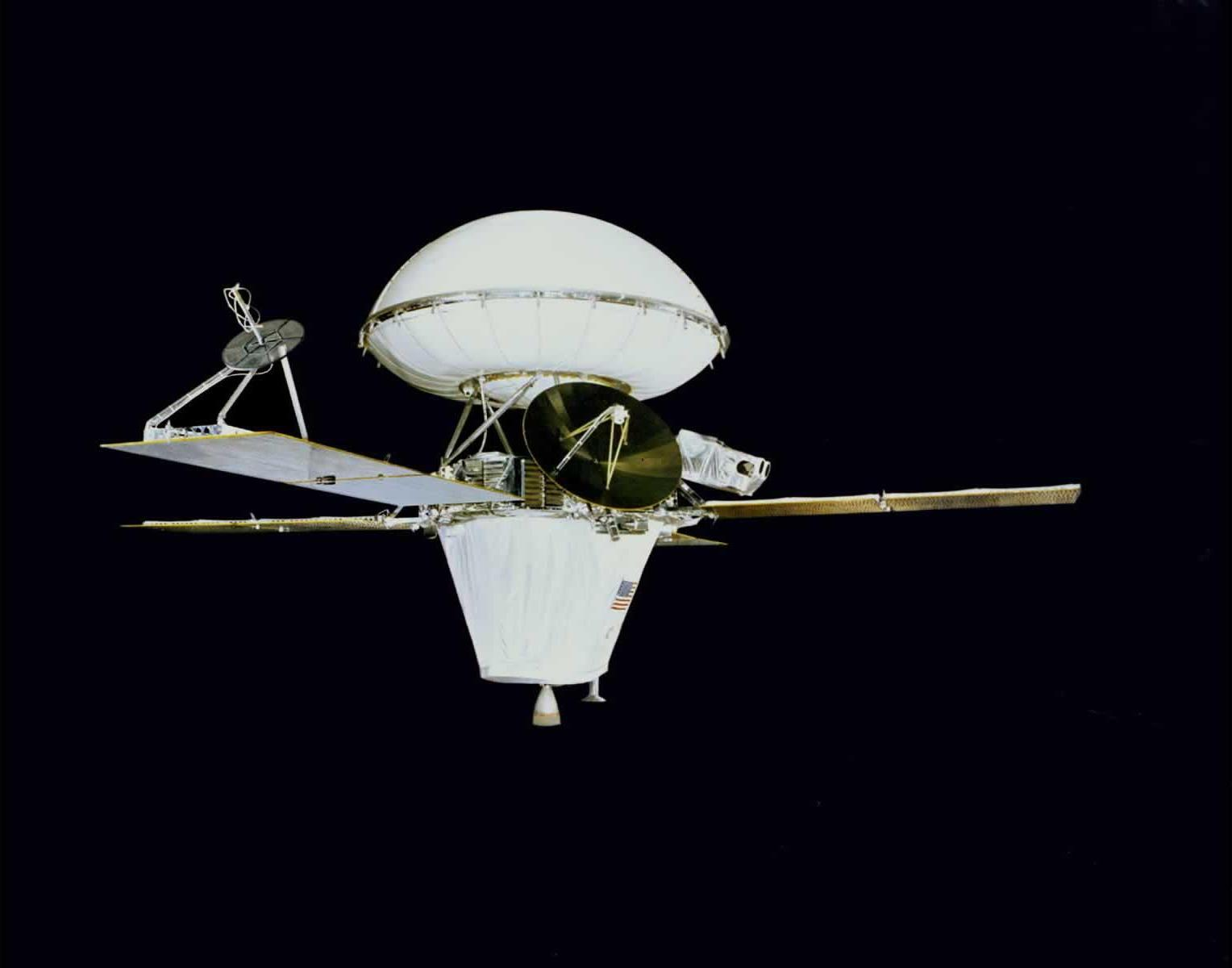
Viking (NASA)

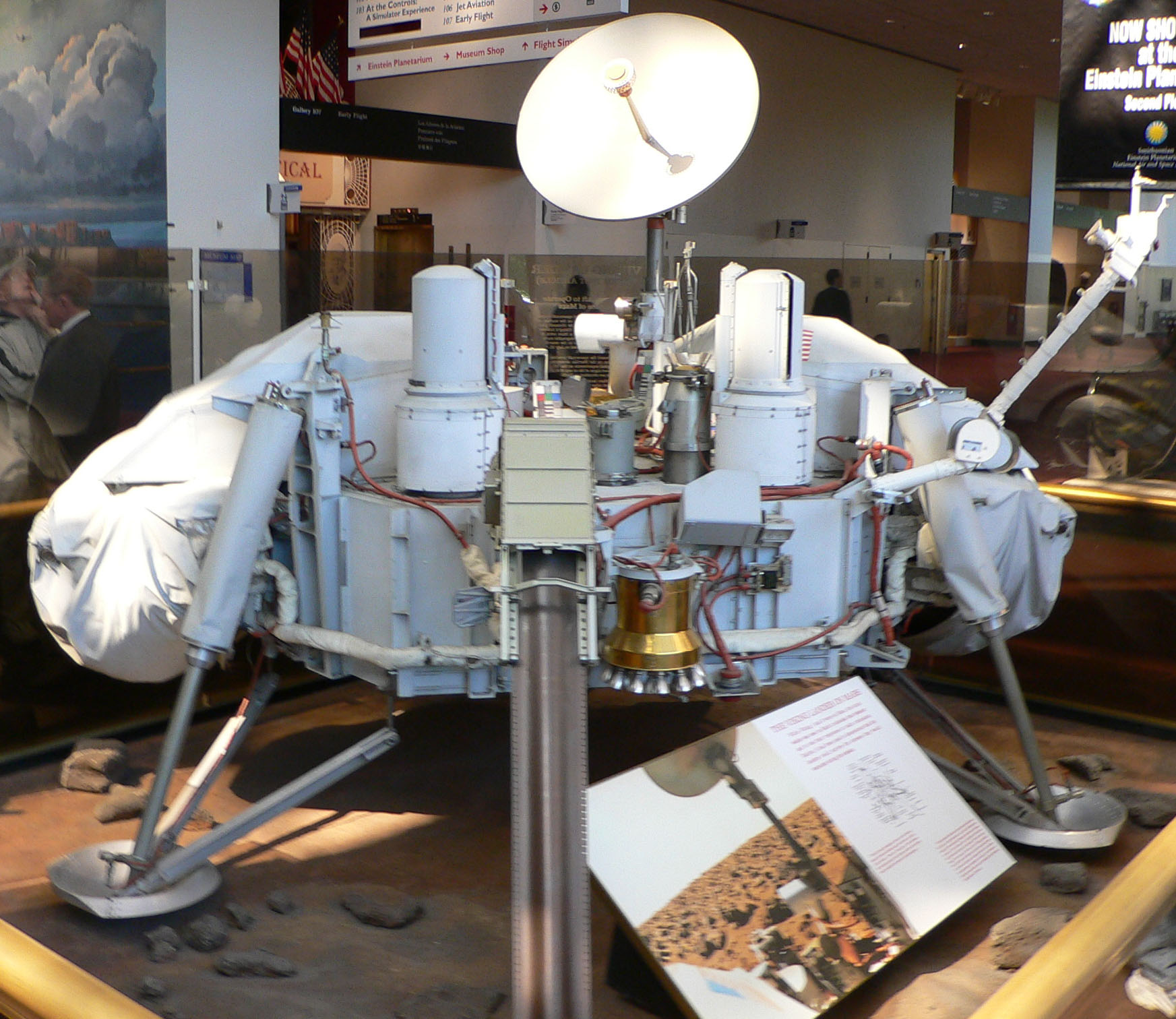
Povrchový modul (NASA)

Program Viking  agentury NASA zahrnoval dvě mise kosmických sond na Mars Viking 1 a Viking 2, které odstartovaly ze Země v roce 1975.

## Program misí
Po úspěšné misi USA s Marinerem 4 v roce 1964 a nepříliš povedených sovětských sondách Mars 2 a Mars 3 v roce 1971 se NASA rozhodla pokročit ve výzkumu planety Mars vysláním dalších dvou sond.
Program byl vyvinut s cílem přinést v ochranném pouzdře povrchový modul k Marsu, pořídit snímky míst pro přistání s vyšším rozlišením než se doposud podařilo se sondami programu Mariner, přenášet komunikaci mezi Zemí a sondami na povrchu a také provádět vlastní vědecké pozorování.

## Vybavení družic
Obě mise se skládaly z družicových sekcí, které snímkovaly povrch z oběžné dráhy a zprostředkovávaly komunikaci pro povrchové moduly obou misí. Družicová sekce měla brzdící motor, pohonné látky, sluneční baterie, televizní antény. Přistávací modul o hmotnosti 1120 kg byl na třech podpěrách, s dvěma radioizotopovými generátory, řídící počítače a další vědecká aparatura.

## Průběh misí
Obě mise byly velice úspěšné.
- Viking 1 odstartoval 20. srpna 1975 s pomocí rakety Titan 3E a urychlovacím stupněm Centaur. Sonda se skládala z družicového a povrchového modulu. Po navedení na oběžnou dráhu Marsu bylo pořízeno několik snímků oblastí vytipovaných na přistání, povrchový modul Lander I se oddělil a přistál na vybraném místě, tedy na Chryse Planitia. Družicový modul dále pokračoval ve snímkování.

- Viking 2 s pomocí stejné rakety odstartoval 9. září 1975 Modul Viking Lander II přistál na Utopia Planitia.

## Biologické experimenty
Na povrchových modulech proběhlo několik experimentů, zda jsou v marsovské půdě přítomny živé organismy. Jejich výsledky nejsou jednoznačné. Podle oficiálního výkladu byly některé pozitivní reakce způsobeny chemickými procesy. Existence života na Marsu tedy nebyla prokázána, ale ani úplně vyvrácena.

## Sumarizace
| Sonda    |  | Přistání povrchové sekce |  | Ukončení práce družice |  | Ukončení práce povrchové sekce |
|          |  |                          |  |                        |  |                                |
| Viking 1 |  | 20. července 1976        |  | 7. srpna 1980          |  | 11. listopadu 1982             |
| Viking 2 |  | 7. srpna 1976            |  | 12. dubna 1978         |  | 25. července 1980              |